# RSC Anderlecht in het seizoen 1978/79

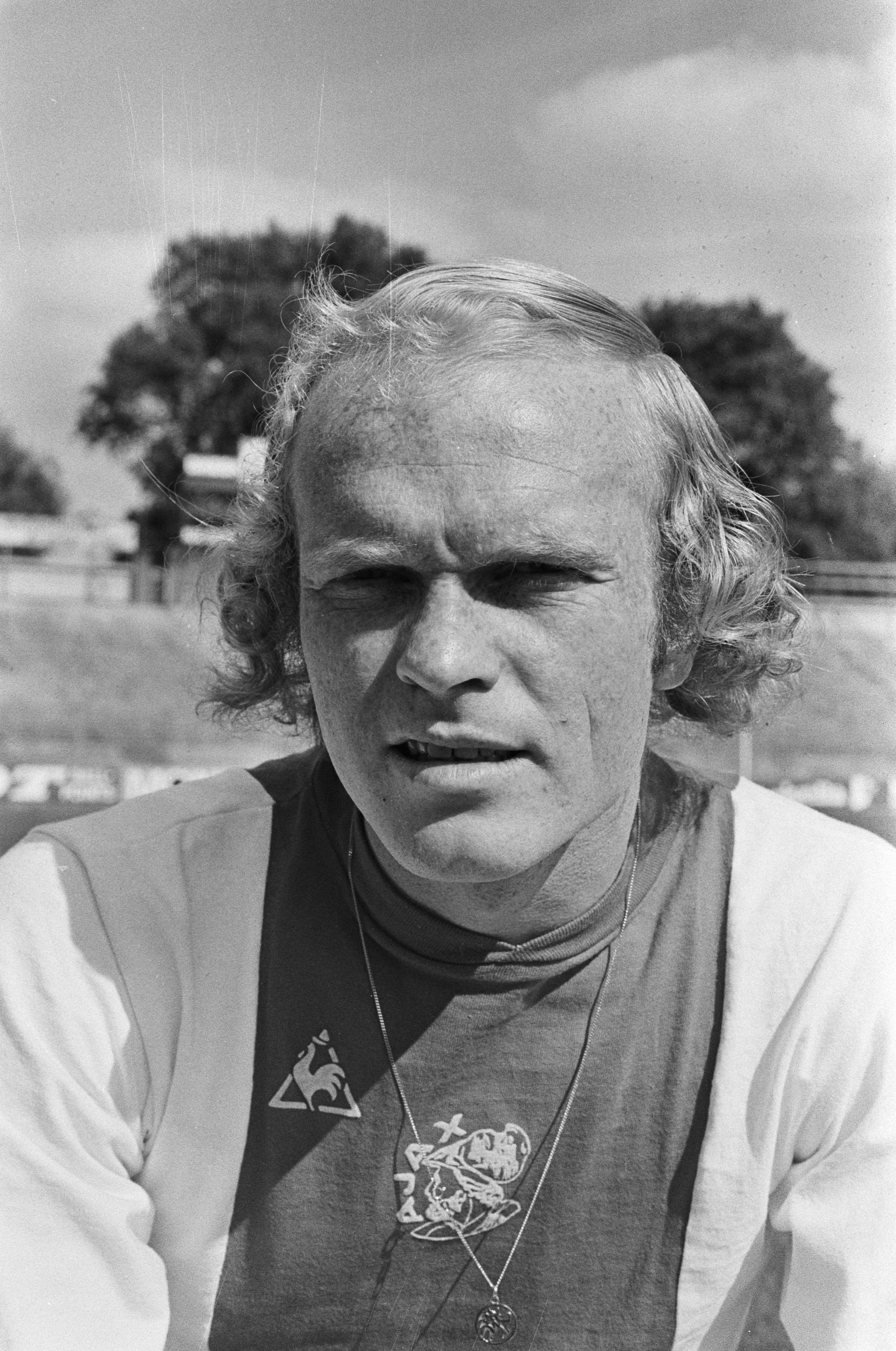
In 1978 haalde Anderlecht spits Ruud Geels weg bij Ajax.

RSC Anderlecht begon ook aan het seizoen 1978/79 met trainer Raymond Goethals. De Tovenaar had net met paars-wit voor de tweede keer de Europacup II gewonnen, waardoor zijn team het in december 1978 mocht opnemen tegen Liverpool, de winnaar van de Europacup I. In de heenwedstrijd van de UEFA Super Cup won Anderlecht met 3-1 van de Engelse topclub na goals van Frank Vercauteren, Rob Rensenbrink en François Van der Elst. Die laatste scoorde ook in de terugwedstrijd, hoewel dat door de mist die over het veld hing niet geregistreerd werd door de tv-camera's. Anderlecht verloor het tweede duel met 2-1 en mocht voor de tweede maal de UEFA Super Cup in ontvangst nemen.
De zege in de Europese supercup verdoezelde het korte avontuur van Anderlecht in de Europacup II. Paars-wit vloog er als titelverdediger al in de eerste ronde uit na strafschoppen tegen FC Barcelona. Anderlecht won de heenwedstrijd met 3-0, na twee goals van Van der Elst, maar hield in de terugwedstrijd in Barcelona geen stand. De Catalanen wonnen met dezelfde scoren en dwongen verlengingen af. Na een korte strafschoppenreeks, waarin Anderlecht met 4-1 verloor, zat de Europese campagne van Anderlecht erop.
In de competitie ging Goethals op zoek naar zijn eerste landstitel. Anderlecht toonde zich vooral in het Stade Emile Versé onklopbaar. De toppers in eigen huis tegen Club Brugge en Standard Luik werden telkens door paars-wit gewonnen. Op verplaatsing verloor Anderlecht van zowel blauw-zwart als de Rouches. Ook in Beveren ging Anderlecht verliezen, hoewel het thuis met 3-1 won van de Waaslanders. Beveren werd uiteindelijk dé verrassing van de competitie. De bescheiden club werd voor het eerst kampioen. Anderlecht, dat in de laatste weken belangrijke punten liet liggen, werd opnieuw vicekampioen.
Ook in het bekertoernooi lukte het net niet voor Anderlecht. Paars-wit raakte zonder veel moeite in de kwartfinale, waarin het met tweedeklasser AS Oostende een makkelijke tegenstander trof. De Brusselaars wonnen twee keer met ruime cijfers: 5-0 en 1-4. In de halve finale stond Anderlecht tegenover Beerschot VAV. De heenwedstrijd werd met 3-1 gewonnen, maar Anderlecht kon de goede uitgangspositie niet verzilveren. De Brusselaars kwamen in Antwerpen niet tot scoren en zagen hoe Beerschot aan twee treffers genoeg had om door te stoten naar de finale.

## Spelerskern
| Naam                  | Nationaliteit | Geboortedatum | Vorige club                  |
| --------------------- | ------------- | ------------- | ---------------------------- |
| Keepers               |               |               |                              |
| Nico de Bree          | Nederland     | 16-09-1944    | 1973-1977 RWDM               |
| Jacky Munaron         | België        | 08-09-1956    | 1973-1974 FC Dinant          |
| Dirk Vekeman          | België        | 25-09-1960    | /                            |
| Verdedigers           |               |               |                              |
| Hugo Broos            | België        | 10-04-1952    | /                            |
| Johnny Dusbaba        | Nederland     | 14-03-1956    | 1974-1977 Ajax               |
| Jean Thissen          | België        | 21-04-1946    | 1964-1974 Standard Luik      |
| Gilbert Van Binst     | België        | 05-07-1951    | /                            |
| Jan Van Eycken        | België        | 23-01-1959    | /                            |
| Matthijs van Toorn    | Nederland     | 29-12-1950    | 1972-1978 Sporting Charleroi |
| Middenvelders         |               |               |                              |
| Jean-Claude Bouvy     | Zaïre         | 19-05-1959    | 1976-1977 RE Virton          |
| Kris Ceuppens         | België        | 31-10-1959    | /                            |
| Ludo Coeck            | België        | 25-09-1955    | 1971-1972 Berchem Sport      |
| Arie Haan             | Nederland     | 16-11-1948    | 1969-1975 Ajax               |
| Frank Vercauteren     | België        | 28-10-1956    | /                            |
| Aanvallers            |               |               |                              |
| Didier Electeur       | België        | 07-09-1960    | /                            |
| Ruud Geels            | Nederland     | 28-07-1948    | 1974-1978 Ajax               |
| Ronny Martens         | België        | 22-11-1958    | /                            |
| Benny Nielsen         | Denemarken    | 17-03-1951    | 1974-1977 RWDM               |
| Rob Rensenbrink       | Nederland     | 03-07-1947    | 1969-1971 Club Brugge        |
| François Van der Elst | België        | 01-12-1954    | /                            |

### Matches / goals
Arend Haan 34/6, François van der Elst 34/11, Karel Dusbaba 34/0, Hugo Broos 33/0, Frank Vercauteren 32/9, Robert Rensenbrink 31/12, Jørgen
Nielsen 29/4, Gertruida Geels 29/25, Ludovic Coeck 28/5, Jean Thissen 27/0, Nicolaas De Bree 25/0, Gilbert van Binst 19/1, Mathijs van Toorn 15/3, Ronny Martens 12/0, Jacques Munaron 7/0, Jean-Claude Bouvy 3/0, Dirk Vekeman 3/0, Kristiaan Ceuppens 2/0, Jan van Eyken 1/0.
| De Bree Van Binst * Broos Dusbaba Thissen Haan Coeck Vercauteren Van der Elst * Geels Rensenbrink                                                         |
| Meest gebruikte formatie. * Van der Elst speelde een groot deel van het seizoen als rechtsachter. In de aanval werd hij dan vervangen door Benny Nielsen. |

### Technische staf
|                 |                         |               |
| Functie         | Naam                    | Nationaliteit |
| Coach           | Raymond Goethals (foto) | België        |
| Assistent-coach | Martin Lippens          | België        |
| Kinesitherapeut | Fernand Beeckman        | België        |

## Transfers

### Zomer
| Naam               | Nationaliteit | Van/naar             | Type           |
| ------------------ | ------------- | -------------------- | -------------- |
| Inkomend           |               |                      |                |
| Kris Ceuppens      | België        | RSC Anderlecht       | Eigen jeugd    |
| Didier Electeur    | België        | RSC Anderlecht       | Eigen jeugd    |
| Ruud Geels         | Nederland     | Ajax                 | Gekocht        |
| Friedrich Koncilia | Oostenrijk    | Club Luik            | Gekocht        |
| Matthijs van Toorn | Nederland     | RSC Anderlecht       | Eigen jeugd    |
| Jan Van Eycken     | België        | RSC Anderlecht       | Eigen jeugd    |
| Dirk Vekeman       | België        | RSC Anderlecht       | Eigen jeugd    |
| Uitgaand           |               |                      |                |
| Jean Dockx         | België        | /                    | Einde carrière |
| Michel Lomme       | België        | Union Saint-Gilloise | Verkocht       |
| Peter Ressel       | Nederland     | San Jose Earthquakes | Verkocht       |
| Jan Van Campenhout | België        | Eendracht Aalst      | Verkocht       |
| Ronny van Poucke   | Nederland     | KV Kortrijk          | Verkocht       |

## Competitie

### Overzicht
| Speeldag  | 1 | 2 | 3 | 4 | 5 | 6  | 7  | 8  | 9  | 10 | 11 | 12 | 13 | 14 | 15 | 16 | 17 | 18 | 19 | 20 | 21 | 22 | 23 | 24 | 25 | 26 | 27 | 28 | 29 | 30 | 31 | 32 | 33 | 34 |
| --------- | - | - | - | - | - | -- | -- | -- | -- | -- | -- | -- | -- | -- | -- | -- | -- | -- | -- | -- | -- | -- | -- | -- | -- | -- | -- | -- | -- | -- | -- | -- | -- | -- |
| Resultaat | w | v | w | w | w | w  | w  | w  | v  | v  | g  | v  | w  | v  | w  | v  | w  | w  | w  | w  | v  | w  | w  | w  | w  | g  | w  | v  | w  | v  | g  | v  | w  | w  |
| Punten    | 2 | 2 | 4 | 6 | 8 | 10 | 12 | 14 | 14 | 14 | 15 | 15 | 17 | 17 | 19 | 19 | 21 | 23 | 25 | 27 | 27 | 29 | 31 | 33 | 35 | 36 | 38 | 38 | 40 | 40 | 41 | 41 | 43 | 45 |

### Klassement
|         |    |                            | P  | W  | G  | V  | +  | -  | DS  | Ptn |
| ------- | -- | -------------------------- | -- | -- | -- | -- | -- | -- | --- | --- |
| K       | 1  | KSK Beveren                | 34 | 19 | 11 | 4  | 62 | 24 | 38  | 49  |
| (UEFA)  | 2  | RSC Anderlechtois          | 34 | 21 | 3  | 10 | 76 | 41 | 35  | 45  |
| (UEFA)  | 3  | R. Standard de Liège       | 34 | 17 | 10 | 7  | 46 | 30 | 16  | 44  |
|         | 4  | KSC Lokeren                | 34 | 16 | 10 | 8  | 54 | 33 | 21  | 42  |
|         | 5  | RWD Molenbeek              | 34 | 17 | 7  | 10 | 57 | 41 | 16  | 41  |
|         | 6  | Club Brugge KV             | 34 | 14 | 10 | 10 | 51 | 49 | 2   | 38  |
|         | 7  | R. Antwerp FC              | 34 | 11 | 13 | 10 | 44 | 41 | 3   | 35  |
|         | 8  | K. Lierse SV               | 34 | 13 | 7  | 14 | 44 | 48 | −4  | 33  |
|         | 9  | R. Charleroi SC            | 34 | 13 | 7  | 14 | 44 | 49 | −5  | 33  |
|         | 10 | KFC Winterslag             | 34 | 10 | 13 | 11 | 45 | 47 | −2  | 33  |
|         | 11 | K. Waterschei SV Thor Genk | 34 | 10 | 12 | 12 | 42 | 44 | −2  | 32  |
| (beker) | 12 | K. Beerschot VAV           | 34 | 12 | 7  | 15 | 46 | 51 | −5  | 31  |
|         | 13 | K. Beringen FC             | 34 | 9  | 11 | 14 | 38 | 47 | −9  | 29  |
|         | 14 | KSV Waregem                | 34 | 7  | 15 | 12 | 33 | 47 | −14 | 29  |
|         | 15 | K. Berchem Sport           | 34 | 8  | 12 | 14 | 30 | 46 | −16 | 28  |
|         | 16 | RFC Liégeois               | 34 | 10 | 6  | 18 | 49 | 55 | −6  | 26  |
| D       | 17 | RAA Louviéroise            | 34 | 8  | 8  | 18 | 45 | 79 | −34 | 24  |
| D       | 18 | KV Kortrijk                | 34 | 5  | 10 | 19 | 27 | 61 | −34 | 20  |

P: wedstrijden gespeeld, W: wedstrijden gewonnen, G: gelijke spelen, V: wedstrijden verloren, +: gescoorde doelpunten, -: doelpunten tegen, DS: doelsaldo, Ptn: totaal punten
K: kampioen, D: degradeert, (beker): bekerwinnaar, (UEFA): geplaatst voor UEFA-beker

## Individuele prijzen
- Onze de bronze - Rob Rensenbrink

## Afbeeldingen

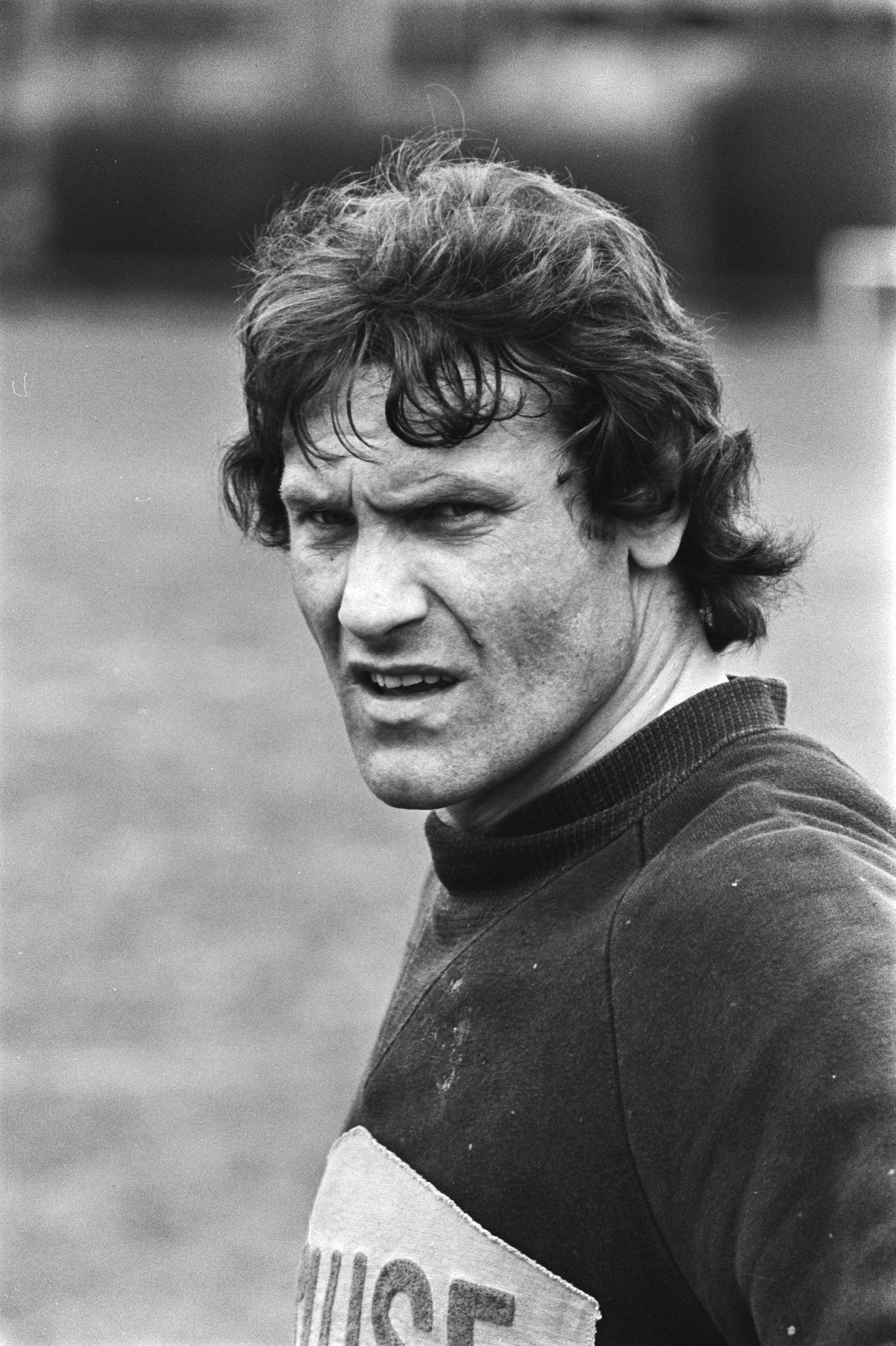
Nico de Bree (doelman)
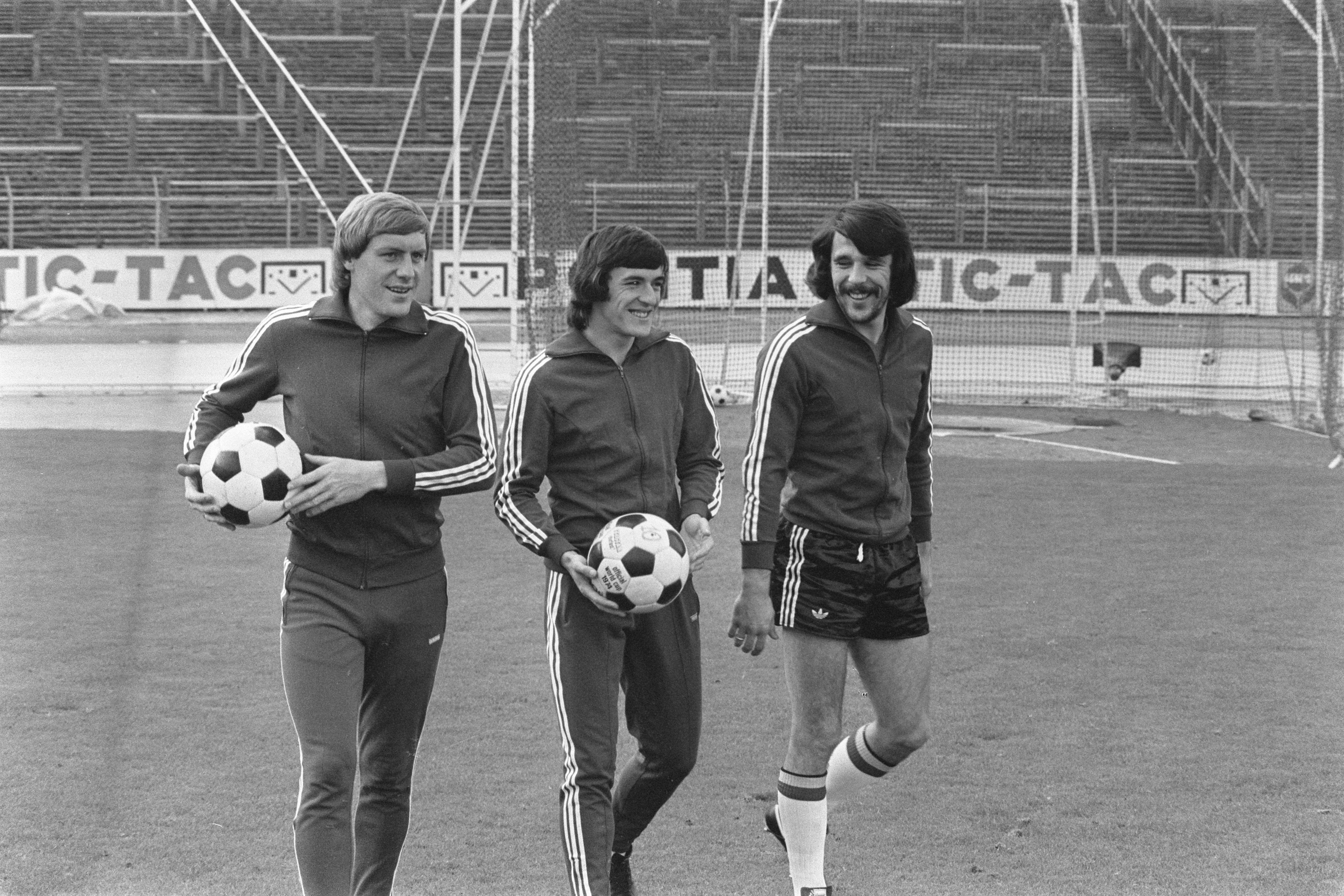
Hugo Broos (verdediger)
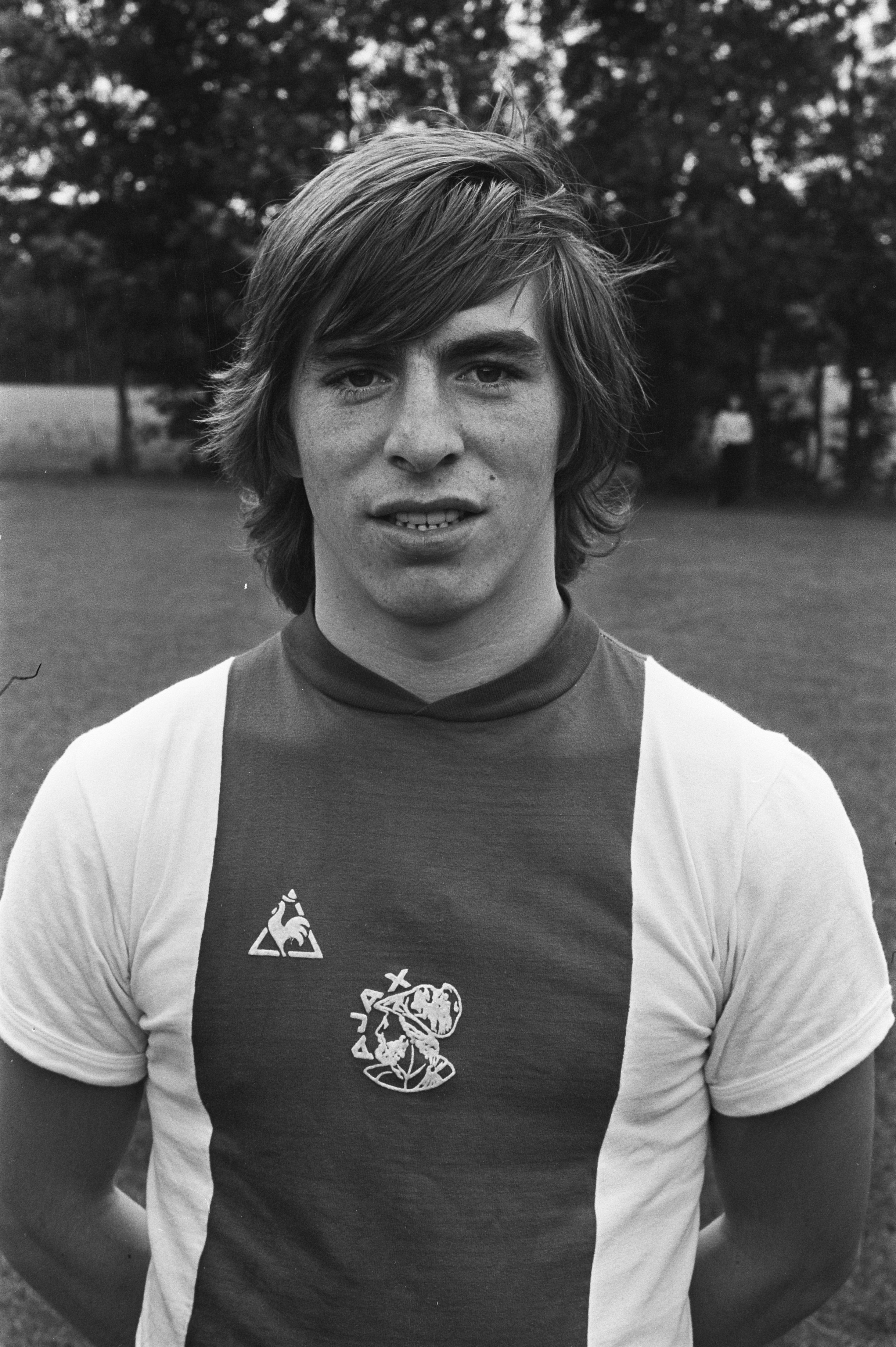
Johnny Dusbaba (verdediger)
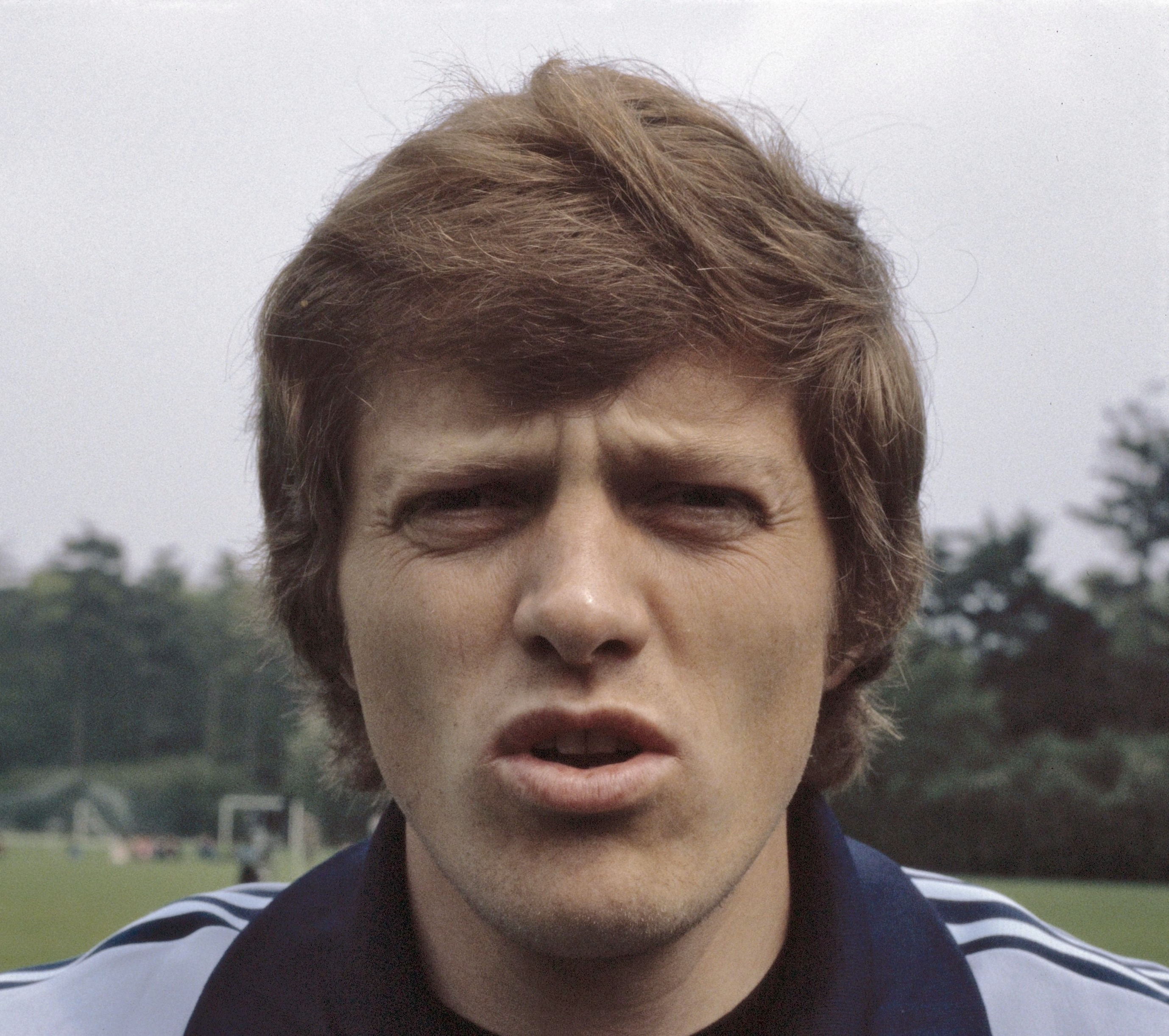
Arie Haan (middenvelder)
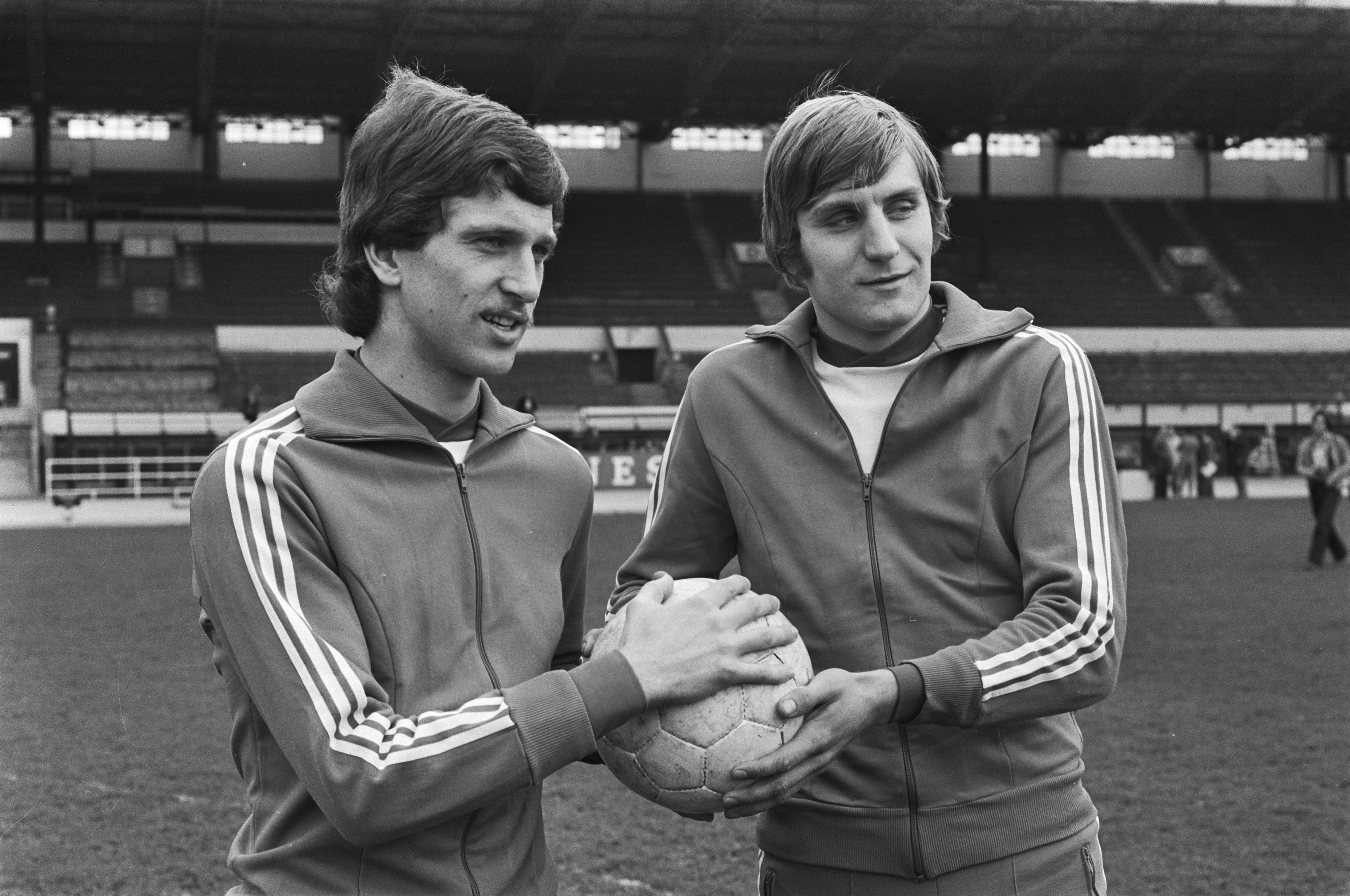
Ludo Coeck (middenvelder)
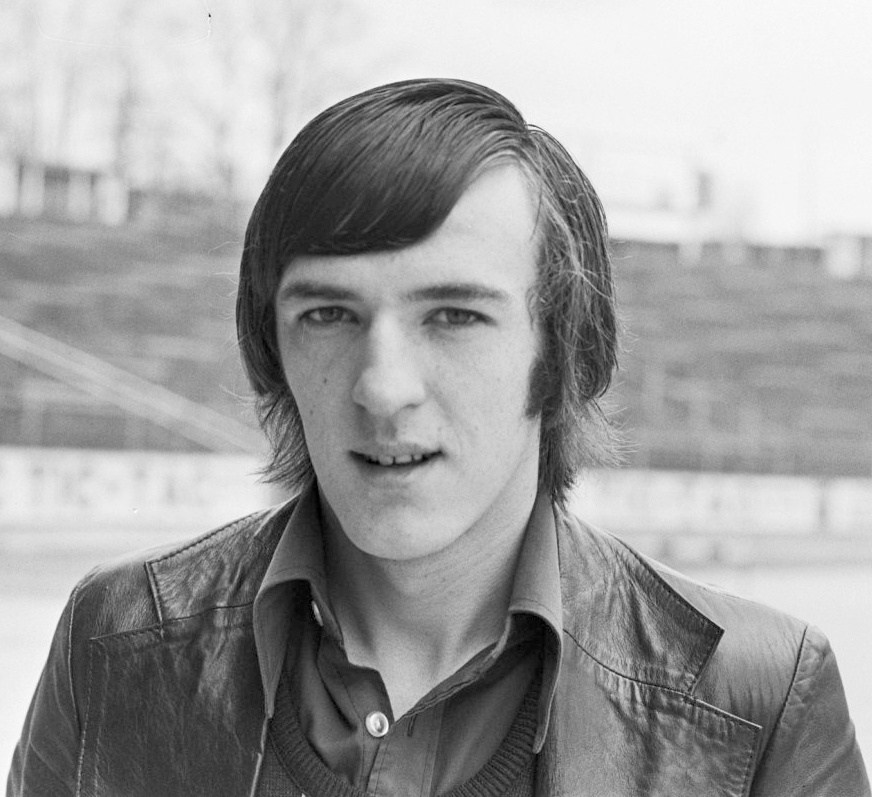
François Van der Elst (aanvaller)
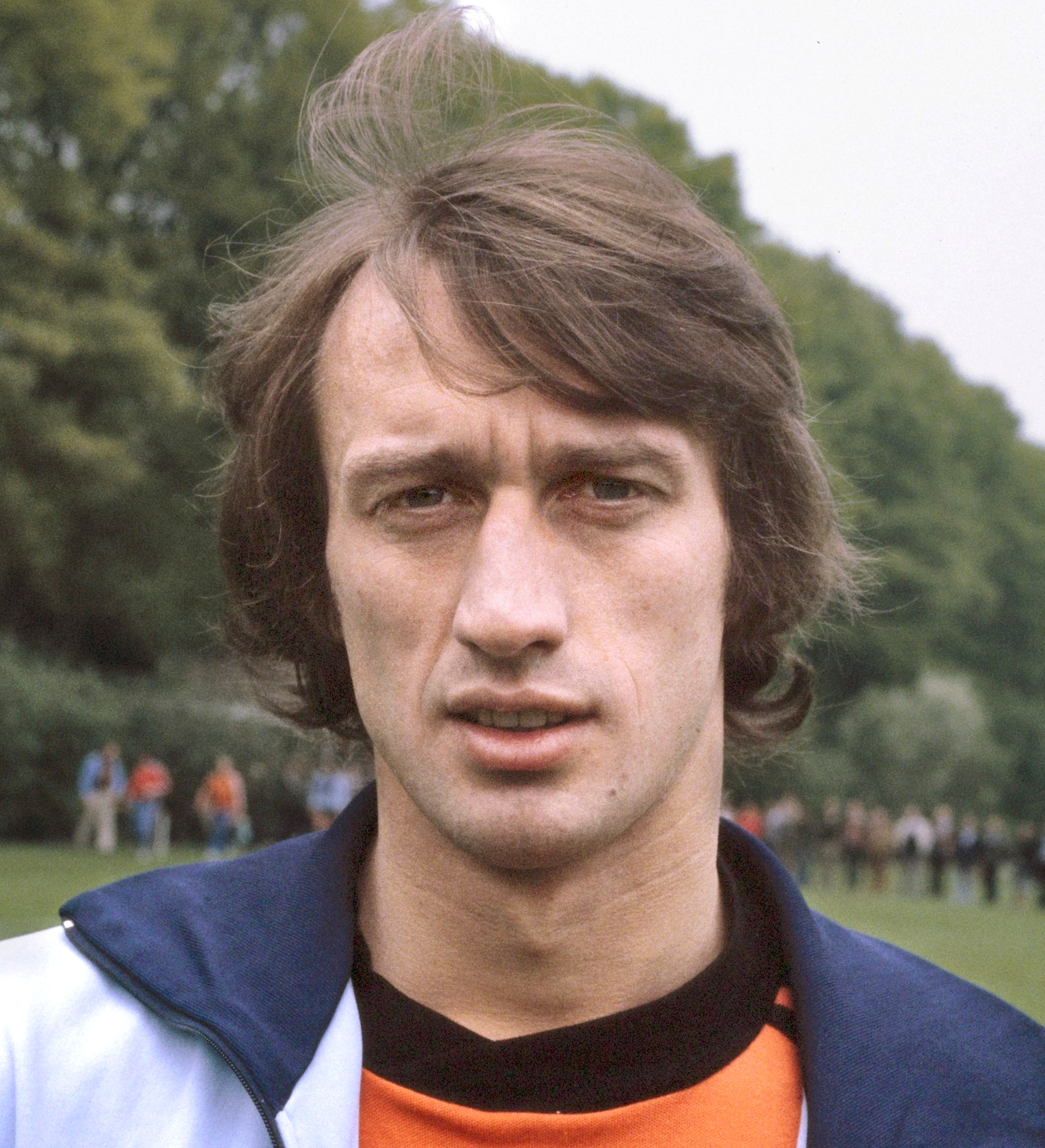
Rob Rensenbrink (aanvaller)
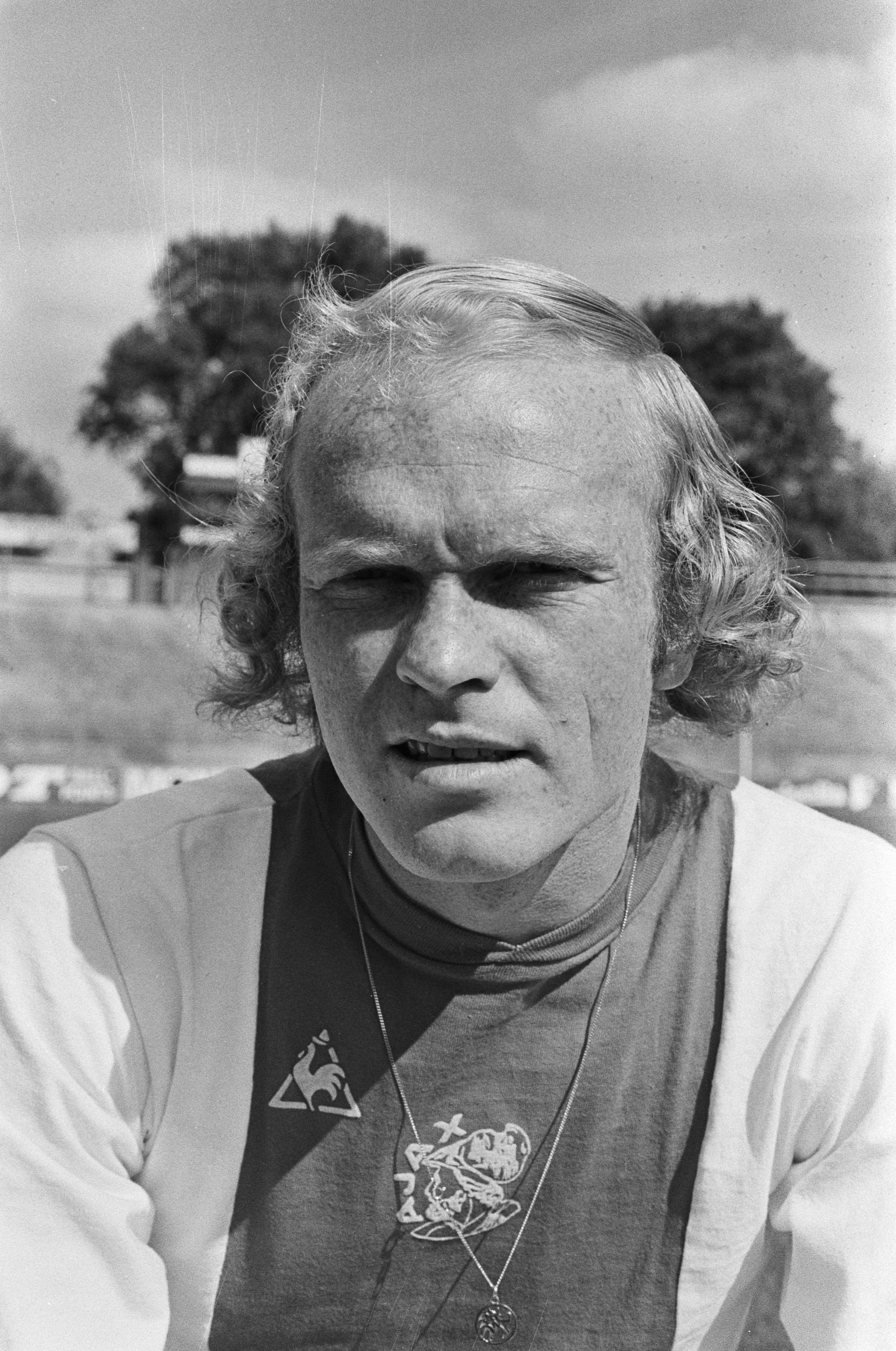
Ruud Geels (aanvaller)